# Disneyovské princezny

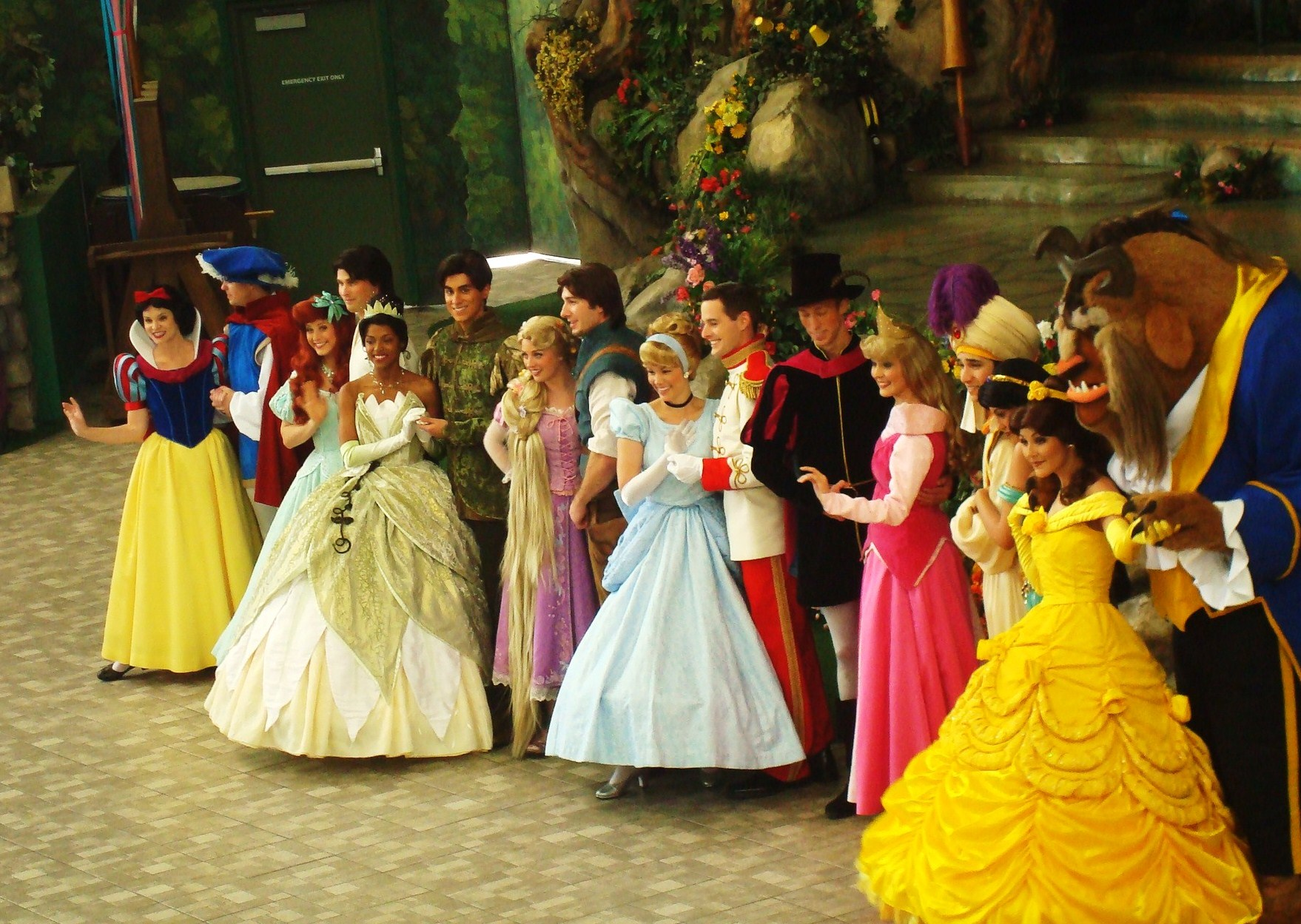
Obrázek všech disneyovských princezen s jejich partnery, Disneyland únor 2012

Disneyovské princezny (anglicky Disney Princess) je obchodní značka vlastněná společností The Walt Disney Company, která zahrnuje ženské hrdinky některých animovaných filmů Walta Disneye. Značka se stala základem mnoha produktů pro děti, např. panenek, hraček, videí, dekorací, oblečení aj. Tyto princezny ale u dívek prohlubují stereotypy.

## Historie
Značka byla vymyšlena na přelomu tisíciletí ředitelem dceřiné společnosti Disney Consumer Products Andym Mooneyem, který si všiml, že něco takového na trhu chybí. Na návrhu se začalo pracovat v lednu 2000 a produkty zaznamenaly velký komerční úspěch; tržby vzrostly z 300 milionů $ v roce 2001 na 3 miliardy $ v roce 2006. V roce 2013 Disney přidal jako v pořadí 11. princeznu Meridu z filmu Rebelka, jedná se o první Disneyovskou princeznu vytvořenou studiem Pixar (které je od roku 2006 dceřinou společností The Walt Disney Company). V roce 2014 se spekulovalo o přidání dvou princezen z filmu Ledové království – Anny a Elsy.

## Přehled princezen

### Původní princezny
- 1937 – Sněhurka (v originále Snow White), film Sněhurka a sedm trpaslíků, v originále film Snow White and the Seven Dwarfs, filmové zpracování stejnojmenné broadwayské divadelní hry, ale původní námět pochází z klasické evropské pohádky O Sněhurce od bratří Grimmů
- 1950 – Popelka (v originále Cinderella), film Popelka. v originále Cinderella, filmové zpracování klasické evropské pohádky
- 1959 – Jitřenka, (v originále Aurora), muzikálový film Šípková Růženka, v originále Sleeping Beauty, filmové zpracování klasické pohádky O Šípkové Růžence
- 1989 – Ariel, film Malá mořská víla, v originále The Little Mermaid, filmové zpracování stejnojmenné pohádky od Hanse Christiana Andersena, a Malá mořská víla 2 – návrat do moře
- 1991 – Bel případně Kráska (v originále Belle), film Kráska a zvíře, v originále Beauty and the Beast, filmové zpracování starofrancouzské pohádky
- 1992 – Jasmína (v originále Jasmine), film Aladin, v originále Aladdin, orientální princezna
- 1995 – Pocahontas, film Pocahontas a Pocahontas 2: Cesta domů, indiánská princezna, reálný historický námět (děj obou snímků je historicky zcela nevěrohodný, jde o čistou fikci)
- 1998 – Fa Mulan, film Legenda o Mulan nebo alternativně Mulan, čínská princezna, filmové zpracování staré čínské legendy (Legenda o Hua Mulan)

### Později přidané
- 2009 – Tiana, film Princezna a žabák, v originále The Princess and the Frog
- 2010 – Locika (v originále Rapunzel), film Na vlásku, v originále Tangled, filmové zpracování pohádky Rapunzel od bratří Grimmů.
- 2012 – Merida, film Rebelka, v originále Brave, fiktivní mysteriózně-pohádkový příběh z dávných dob ve Skotsku
- 2012 – Venelopka, film Raubíř Ralf, v originále Wreck it Ralph. Oficiálně se neřadí mezi Disney princezny
- 2013 – Anna a Elsa, film Ledové království a Ledové království 2, v originále Frozen a Frozen 2 , příběh o dvou sestrách a jejich nerozlučitelném poutu k sobě.
- 2016 – Vaiana, film Odvážná Vaiana: Legenda o konci světa, v originále Moana, o nebojácné dospívající dívce, která se vydává na nebezpečnou cestu pro záchranu svého lidu
- 2021 - Raya, film Raya a poslední drak, příběh o dívce která se vydá hledat posledního draka na světě. Zatím nebylo nikde potvrzeno, že se řadí mezi Disney princezny

## Zajímavosti
- Naboso ve filmu chodily princezny Vaiana (film Odvážná Vaiana: Legenda o konci světa), Locika (film Na vlásku), Pocahontas, a v části filmu i Šípková Růženka.
- Nejmenší na výšku je svojí postavou princezna Locika. Venelopka se nepočítá mezi princezny, byť je mnohem menší než Locika.
- princezna Locika má i bezkonkurenčně nejdelší vlasy (asi 70 stop, tj. více než 21 metrů) i největší oči výrazně zelené barvy.
- Ve věži byla, v souladu s původní pohádkovou předlohou, násilně internována princezna Locika a Šípková Růženka.
- Výrazně rusovlasá byla princezna Merida z filmu Rebelka.